# Flaki (SIMC 0139962)
Flaki – osada w Polsce, położona w województwie opolskim, w powiecie oleskim, w gminie Olesno.

## Osady o nazwie Flaki w gminie Olesno
W gminie Olesno istnieją dwie miejscowości podstawowe – osady o nazwie Flaki. Niniejszy artykuł dotyczy osady, która posiada identyfikator SIMC 0139962. Druga osada Flaki posiada identyfikator SIMC 0140008.